# Giuseppe Francesco d'Asburgo-Lorena
Giuseppe Francesco d'Asburgo-Lorena (nome completo in tedesco Josef Franz Leopold Anton Ignatius Maria; Brno, 28 marzo 1895 – Carcavelos, 25 settembre 1957) è stato un arciduca e militare austriaco.
Nacque durante il regno del bisnonno materno, come figlio maggiore dell'arciduca Giuseppe Augusto e della principessa Augusta Maria di Baviera.

## Biografia

### Educazione e carriera militari
Nato a Brno il 28 marzo 1895, nel 1914 entrò all'Accademia Militare Ludovica di Budapest.
Prestò servizio durante la prima guerra mondiale, diventando Leutnant nel 1915, Oberleutnant nel 1916 e Rittmeister nel 1918. Il 5 dicembre 1917 divenne per diritto di nascita membro della Camera dei signori d'Austria.

### Dopo la guerra
Dopo la fine del conflitto si trasferì nella tenuta di famiglia ad Alcsút. Come suo padre fu palatino d'Ungheria, nonché candidato al trono ungherese nel 1919-1920.

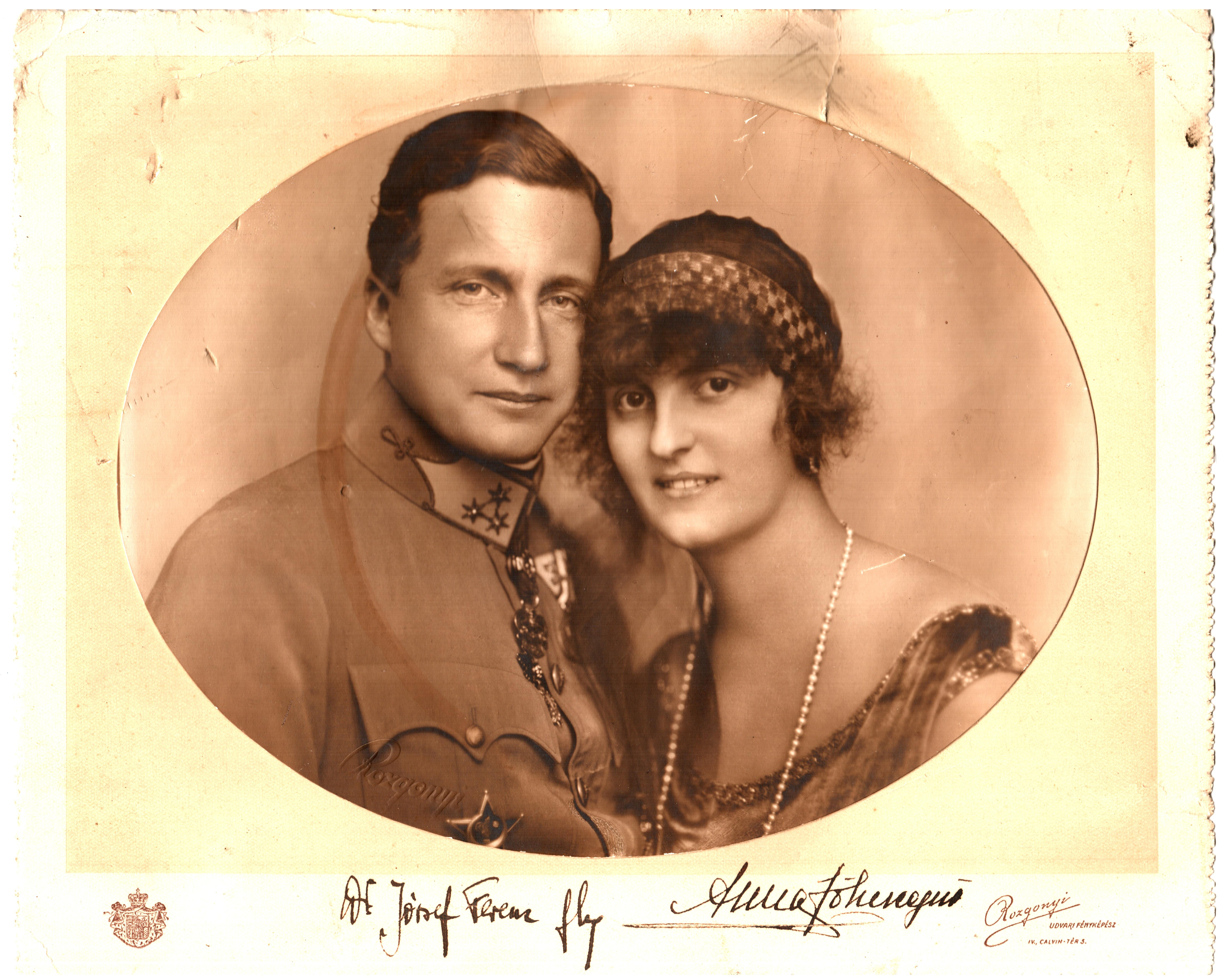
Giuseppe Francesco e la moglie Anna in una fotografia d'epoca

Il 4 ottobre 1924 sposò la principessa Anna di Sassonia, figlia di Federico Augusto III e dell'arciduchessa Luisa d'Asburgo-Lorena.
Nel 1927 divenne membro della Camera dei Magnati e cominciò gli studi in scienze economiche all'Università tecnica di Budapest.

### Ultimi anni
Nel 1944 emigrò in Portogallo, dove morì il 25 settembre 1957 a Carcavelos.
Inizialmente tumulato nel cimitero di Feldafing, nel 2005 le sue spoglie sono state traslate nella cripta reale del castello di Buda.

## Discendenza
Giuseppe Francesco d'Asburgo-Lorena e Anna di Sassonia ebbero quattro figlie e quattro figli: 
- Arciduchessa Margit d'Austria (17 agosto 1925 - 3 maggio 1979) ha sposato nell'agosto 1944 Alessandro Erba-Odescalchi, Principe di Monteleone (23 marzo 1914 - 30 giugno 2008), hanno avuto una figlia;
- Arciduchessa Ilona d'Austria (20 aprile 1927 - 11 gennaio 2011) ha sposato Giorgio Alessandro, duca di Meclemburgo;
- Arciduchessa Anna-Theresia (19 aprile 1928 - 28 novembre 1984)
- Arciduca Giuseppe Arpàd d'Austria (8 febbraio 1933 - 30 aprile 2017), ha sposato la Principessa Maria di Löwenstein-Wertheim-Rosenberg ed hanno otto figli;
- Arciduca István Dominik d'Austria (1º luglio 1934 - 24 ottobre 2011), ha sposato Maria Anderl ed ha figli
- Arciduchessa Maria Kynga d'Austria (27 agosto 1938), sposò in prime nozze, Ernst Kiss; in seconde nozze sposò Joachim Krist il 30 marzo 1988.
- Arciduca Géza d'Austria (14 novembre 1940), sposò, in prime nozze, Monika Decke; in seconde nozze sposò Elizabeth Jane Kunstadter ed ha figli da entrambi i matrimoni
- Arciduca Michele d'Austria (5 maggio 1942), sposò la principessa Cristiana di Löwenstein-Wertheim-Rosenberg (nata il 18 settembre 1940)

## Ascendenza
|                                       |                     |                                     | Genitori                              |  |  | Nonni |  |  | Bisnonni                  |  |  | Trisnonni                    |  |
|                                       |                     |                                     |                                       |  |  |       |  |  | Giuseppe d'Asburgo-Lorena |  |  | Leopoldo II d'Asburgo-Lorena |  |
|                                       |                     |                                     |                                       |  |  |       |  |  | Giuseppe d'Asburgo-Lorena |  |  | Leopoldo II d'Asburgo-Lorena |  |
|                                       |                     | Maria Luisa di Borbone-Spagna       |                                       |  |  |       |  |  | Giuseppe d'Asburgo-Lorena |  |  |                              |  |
| Giuseppe Carlo Luigi d'Asburgo-Lorena |                     |                                     |                                       |  |  |       |  |  | Giuseppe d'Asburgo-Lorena |  |  |                              |  |
|                                       |                     | Maria Dorotea di Württemberg        | Ludovico di Württemberg               |  |  |       |  |  |                           |  |  |                              |  |
|                                       |                     | Maria Dorotea di Württemberg        | Ludovico di Württemberg               |  |  |       |  |  |                           |  |  |                              |  |
|                                       |                     | Maria Dorotea di Württemberg        | Enrichetta di Nassau-Weilburg         |  |  |       |  |  |                           |  |  |                              |  |
| Giuseppe Augusto d'Asburgo-Lorena     |                     | Maria Dorotea di Württemberg        |                                       |  |  |       |  |  |                           |  |  |                              |  |
|                                       |                     | Augusto di Sassonia-Coburgo-Koháry  | Ferdinando di Sassonia-Coburgo-Koháry |  |  |       |  |  |                           |  |  |                              |  |
|                                       |                     | Augusto di Sassonia-Coburgo-Koháry  | Ferdinando di Sassonia-Coburgo-Koháry |  |  |       |  |  |                           |  |  |                              |  |
|                                       |                     | Augusto di Sassonia-Coburgo-Koháry  | Maria Antonia di Koháry               |  |  |       |  |  |                           |  |  |                              |  |
| Clotilde di Sassonia-Coburgo-Koháry   |                     | Augusto di Sassonia-Coburgo-Koháry  |                                       |  |  |       |  |  |                           |  |  |                              |  |
|                                       |                     | Clementina d'Orléans                | Luigi Filippo di Francia              |  |  |       |  |  |                           |  |  |                              |  |
|                                       |                     | Clementina d'Orléans                | Luigi Filippo di Francia              |  |  |       |  |  |                           |  |  |                              |  |
|                                       |                     | Clementina d'Orléans                | Maria Amalia di Borbone-Due Sicilie   |  |  |       |  |  |                           |  |  |                              |  |
| Giuseppe Francesco d'Asburgo-Lorena   |                     | Clementina d'Orléans                |                                       |  |  |       |  |  |                           |  |  |                              |  |
|                                       | Luitpold di Baviera | Ludovico I di Baviera               |                                       |  |  |       |  |  |                           |  |  |                              |  |
|                                       | Luitpold di Baviera | Ludovico I di Baviera               |                                       |  |  |       |  |  |                           |  |  |                              |  |
|                                       | Luitpold di Baviera | Teresa di Sassonia-Hildburghausen   |                                       |  |  |       |  |  |                           |  |  |                              |  |
| Leopoldo di Baviera                   | Luitpold di Baviera |                                     |                                       |  |  |       |  |  |                           |  |  |                              |  |
|                                       |                     | Augusta Ferdinanda d'Asburgo-Lorena | Leopoldo II di Toscana                |  |  |       |  |  |                           |  |  |                              |  |
|                                       |                     | Augusta Ferdinanda d'Asburgo-Lorena | Leopoldo II di Toscana                |  |  |       |  |  |                           |  |  |                              |  |
|                                       |                     | Augusta Ferdinanda d'Asburgo-Lorena | Maria Anna Carolina di Sassonia       |  |  |       |  |  |                           |  |  |                              |  |
| Augusta Maria di Baviera              |                     | Augusta Ferdinanda d'Asburgo-Lorena |                                       |  |  |       |  |  |                           |  |  |                              |  |
|                                       |                     | Francesco Giuseppe I d'Austria      | Francesco Carlo d'Asburgo-Lorena      |  |  |       |  |  |                           |  |  |                              |  |
|                                       |                     | Francesco Giuseppe I d'Austria      | Francesco Carlo d'Asburgo-Lorena      |  |  |       |  |  |                           |  |  |                              |  |
|                                       |                     | Francesco Giuseppe I d'Austria      | Sofia di Baviera                      |  |  |       |  |  |                           |  |  |                              |  |
| Gisella d'Asburgo-Lorena              |                     | Francesco Giuseppe I d'Austria      |                                       |  |  |       |  |  |                           |  |  |                              |  |
|                                       |                     | Elisabetta di Baviera               | Massimiliano Giuseppe in Baviera      |  |  |       |  |  |                           |  |  |                              |  |
|                                       |                     | Elisabetta di Baviera               | Massimiliano Giuseppe in Baviera      |  |  |       |  |  |                           |  |  |                              |  |
|                                       |                     | Elisabetta di Baviera               | Ludovica di Baviera                   |  |  |       |  |  |                           |  |  |                              |  |
|                                       |                     | Elisabetta di Baviera               |                                       |  |  |       |  |  |                           |  |  |                              |  |